# لایحه دفتر امنیت ارتباطات حکومت (۲۰۰۳)
لایحه دفتر امنیت ارتباطات حکومت، لایحه‌ای است که مجلس نمایندگان نیوزیلند آنرا در سال ۲۰۰۳ (میلادی) تصویب کرد. این لایحه به کار دفتر امنیت ارتباطات حکومت، رسمیت داد. این دفتر تا سال ۱۹۸۴ (میلادی) به صورت پنهانی کار می‌کرد.
در سال ۲۰۱۳ (میلادی) نخست‌وزیر نیوزیلند، جان کی، تغییرات (اصلاحیه) جنجال‌برانگیزی در این لایحه داد. این اصلاحیه، قدرت دفتر امنیت ارتباطات حکومت را تا جایی بالا برد که بتواند اطلاعات همه مردم نیوزیلند را گردآوری کند تا دیگر سازمان‌های دولتی، مانند پلیس نیوزیلند، وزارت دفاع نیوزیلند، و سرویس امنیت اطلاعات نیوزیلند از آن استفاده کنند. از هنگام تصویب این قانون، حزب کارگر نیوزیلند اعلام کرده که این قانون را بازبینی می‌کند تا در صورت نیاز، آنرا لغو کند. در سال ۲۰۱۳ ان سالموند، برنده شخص نمونه سال نیوزیلند تصویب این قانون را به دلیل زیر پا گذاشتن اعلامیه حقوق ۱۶۸۹ محکوم کرد.